# Pfalz D.III
Le Pfalz D.III est un avion militaire allemand de la Première Guerre mondiale, fabriqué par la société Pfalz Flugzeugwerke GmbH, dont l'intention première était la fabrication d'avions d'autres concepteurs, sous licence, dont des Morane-Saulnier avant 1914, puis avec le début de la guerre, des avions allemands « LFG Roland ».

## Conception
En avril 1917 l'ingénieur en chef de Pfalz, Rudolph Gehringer, conçut un chasseur original, le Pfalz D.III, biplan qui devait beaucoup aux appareils "Roland" fabriqués précédemment, en particulier dans la conception du fuselage monocoque en contreplaqué. 

## Engagements
Le prototype du D.III vola en mai 1917, les livraisons aux unités opérationnelles débutant au mois d'août. Le Pfalz D.III fut considéré comme supérieur aux « Roland » antérieurs, mais inférieur aux Albatros D.III et Albatros D.V. Les pilotes critiquèrent ses commandes lourdes, son manque de vitesse, son manque de puissance et sa faible vitesse ascensionnelle. Cependant, un rapport britannique sur des essais en vol effectués avec un Pfalz D.III capturé (immatriculé 4184/17) mentionna sa maniabilité et le fait qu'il répondait mieux aux commandes que les Albatros.
À la différence des Albatros, le Pfalz avait une structure rigide qui lui permettait de piquer sans risque à des vitesses élevées. C'est pour cette raison que la préférence était donnée au Pfalz pour abattre les ballons d'observation, généralement fortement défendus par des canons antiaériens au sol. La stratégie pour attaquer un ballon consistait donc à s'approcher à une altitude plus élevée et de piquer au dernier moment à grande vitesse sur la cible.
Un des points négatifs des D.III était que ses mitrailleuses étaient logées dans le fuselage avant, rendant impossible leur réparation en vol en cas d'enrayage. Ceci conduisit à la version D.IIIa du Pfalz, au moteur plus puissant, et avec des mitrailleuses placées sur la partie supérieure du fuselage, rendues ainsi accessibles en vol au pilote. 
Au total, environ 300 Pfalz D.III et 775 D.IIIa furent fabriqués. Le dernier appareil de ce type sorti d'usine en avril 1918, puis lui succéda le Pfalz D.XII. En juin 1918 environ 430 D.IIIa étaient en service, mais en août ce nombre n'atteignait plus que 166 exemplaires, la plupart de ces appareils ayant été retirés des unités de première ligne. 

## Variantes
Une version triplan expérimentale du D.III fut réalisée, mais elle s'avéra moins maniable et performante que la version biplan.

## Opérateurs
Empire allemand
- Luftstreitkräfte

## Survivants
Il n'existe aujourd'hui aucun exemplaire de Pfalz D.III.